# Очканівка
Очкані́вка —  село в Україні, у Полтавській міській громаді Полтавського району Полтавської області. Населення становить 155 осіб. До 2020 орган місцевого самоврядування — Валківська сільська рада.

## Географія
Село Очканівка знаходиться на лівому березі річки Середня Говтва, вище за течією на відстані 1 км розташоване село Кучерівка (Диканський район), на протилежному березі - село Надежда (Диканський район).

## Історія
12 червня 2020 року, відповідно до розпорядження Кабінету Міністрів України № 721-р «Про визначення адміністративних центрів та затвердження територій територіальних громад Полтавської області», село увійшло до складу Полтавської міської громади.
19 липня 2020 року, в результаті адміністративно - територіальної реформи та ліквідації Полтавського району (1925—2020), село увійшло до складу новоутвореного Полтавського району.

## Економіка
- Сільськогосподарський Обслуговуючий Кооператив «Правильні бджоли» займається виробництвом екологічних продуктів бджільництва - меду, прополісу, квіткового пилку та перги.